# Покровська установка підготовки газу
Покровська установка підготовки газу — виробничий майданчик у Оренбурзькій області Росії, який працює з супутнім газом Покровської групи нафтових родовищ.
З середини 2010-х супутній газ родовищ Покровської групи відправляли по трубопроводу Покровська ГКС – Отрадненський ГПЗ. У 2013-му основним місцем переробки цього ресурсу стала Покровська установка комплексної підготовки газу, яка за проектом може щорічно приймати 450 млн м3 газу. Також на установці провадиться стабілізація та очистка конденсату від сірководню та меркаптанів в обсягах до 110 м3 на добу.
Станом на кінець 2010-х установка працювала із доволі високим рівнем використання потужності. Так, за 3-й квартал 2019-го вона прийняла 83 млн м3 газу та виробила 57 млн м3 товарного газу, 28 тисяч тонн пропан-бутанової фракції, 8 тисяч тонн газового бензину та 1,3 тисячі тонн сірки.
У 2015-му установка отримала власну газопоршневу електростанцію із двома генераторними комплектами потужністю по 4,3 МВт.